# Ichneutica virescens
Ichneutica virescens là một loài bướm đêm trong họ Noctuidae.